# Łupawa (Fluss)
Die Łupawa (kaschubisch Łëpawa; deutsch Lupow) ist ein Küstenfluss in der polnischen Woiwodschaft Pommern, der Hinterpommern in Süd-Nord-Richtung durchzieht und in die Ostsee mündet. Zusammen mit der Obrówka beträgt seine Länge 98,7 Kilometer, das Einzugsgebiet umfasst 924,5 km².

## Verlauf
Die Lupow entspringt in 114 Metern über NN im Jezioro Obrowo Duże (Großer Wobbrower See), durchfließt den Jezioro Jasień (Jassener See) und schlängelt sich nach Nordwesten durch die Grundmoränenlandschaft zum Jezioro Gardno (Garder See), in den sie ein großes Delta hineinschiebt. Sie durchfließt den See und mündet zwischen Rowy (Rowe) und Rówek (Klein Rowe) in die Ostsee.
Zuflüsse der Lupow sind: 
- Bukowina (Buckowin)
- Mydlity
- Rokitnica
- Rębowa (Rambow)
- Darżyńska Struga
- Charstnica (Carstnitz).

Im Unterlauf der Łupow gibt es an sechs Orten Wasserkraftwerke, die zusammen eine Leistung von 0,94 MW haben:
- Łupawa (Lupow)
- Poganice (Poganitz)
- Łebień (Labehn)
- Drzeżewo (Dresow)
- Żelkowo (Wendisch Silkow, 1938–45 Schwerinshöhe)
- Smołdzino (Schmolsin).

In ihrem Lauf passiert die Łupow die Gemeinden:
im Kreis Bytów (Bütow):
- Czarna Dąbrówka (Schwarz Damerkow)

im Kreis Słupsk (Stolp):
- Potęgowo (Pottangow)
- Damnica (Hebrondamnitz)
- Smołdzino (Schmolsin)
- Ustka (Stolpmünde).

Die Łupow ist als besonderes Schutzgebiet „Natura 2000“ der Europäischen Union ausgewiesen. Für den Kanusport gilt sie als attraktive Strecke.

## ‚Malerkolonie Rowe‘
Der deutsche Maler Max Pechstein  verbrachte in den Jahren 1927 bis 1944 jeden Sommer in Rowe und versammelte hier befreundete Künstler um sich, die die verschiedenen Stimmungsbilder in der malerischen Dünen- und  Küstenlandschaft des Mündungsgebiets der Lupow  in ihren Werken festzuhalten suchten. Zu dem Künstlerkreis zählten unter anderen auch Otto Priebe († 1945 in Stolp)  und Walter Zuchors (1870–1947).
Zu den erhaltenen Werken mit Motiven dieser Küstenregion zählen z. B.  Max Pechsteins Lupowmündung 1927, Öl auf Leinwand, 51 × 59,5 cm, und Walter Zuchors' Dünen bei Leba, 1942, Öl auf Leinwand, 80 × 58 cm.